# Kleinblütiger Erdrauch
Der Kleinblütige Erdrauch (Fumaria parviflora) ist eine Pflanzenart aus der Gattung Fumaria in der Unterfamilie der Erdrauchgewächse  (Fumarioideae) innerhalb der Familie der Mohngewächse  (Papaveraceae). Er ist von Europa über den Mittelmeerraum bis zu den Kanarischen Inseln und Südwestasien verbreitet.

## Beschreibung
Der Kleinblütige Erdrauch ist eine einjährige krautige Pflanze und erreicht Wuchshöhen von 15 bis 30 Zentimeter. Die Blattfiedern sind linealisch und rinnig.
Die Blütezeit reicht von Juni bis September. Auf einem Blütenstandsschaft steht ein traubiger Blütenstand, der nur wenige Blüten enthält. Die Hochblätter sind ebenso lang wie die Fruchtstiele. Die Blüten sind weißlich und haben eine dunkelrote Spitze und dunkle Flügel. Die Kelchblätter sind 0,5 bis 1 mm lang, höchstens ¼ so lang wie die Blüte (ohne Sporn).
Die Frucht ist runzelig-rau, bespitzt und rundlich-eiförmig.
Die Chromosomenzahl beträgt 2n = 28, 32 oder 48.

## Vorkommen
Der Kleinblütige Erdrauch ist ein westeuropäisch-mediterranes Florenelement. Sein Verbreitungsgebiet erstreckt sich von den Kanaren über das nordwestliche Nordafrika und Westeuropa nordwärts bis nach Schottland. Ostwärts erstreckt es sich über das ganze Mittelmeergebiet über die Balkanhalbinsel und den Nordosten der Ukraine bis nach Südwestasien. 
Der Kleinblütige Erdrauch kommt in Deutschland und den angrenzenden Gebieten selten und unbeständig in Ackerunkraut-Fluren, in Gärten oder an Wegen, auf warmen, trockenen, nährstoff- und basenreichen steinigen und tonigen Böden vor. Er ist eine wärmeliebende Pflanze. In Südeuropa findet man den Kleinblütigen Erdrauch vor allem in Weizenäckern.